# Vihur
Vihur is een historisch merk van motorfietsen.
Fabriek in Tallinn (Estland) waar tamelijk snelle racemachines gebouwd werden. Hierbij werd gebruikgemaakt van eencilinder-CZ- en tweecilinder-Rotax- en Yamahablokken.
Vihur bouwde racers tot de val van de Berlijnse Muur en produceert sindsdien go-karts.